# André Oosterlinck
André Jules Joseph baron Oosterlinck (Kalken, 14 augustus 1946) was gewoon hoogleraar aan de Katholieke Universiteit Leuven, waarvan hij rector was van augustus 1995 tot juli 2005.

## Levensloop
André Oosterlinck is de zoon van Cesar Oosterlinck en Helena Van der Sypt. Hij trouwde met Marie Matthys. Ze hebben twee zonen en een dochter.
Hij startte zijn voortgezette opleiding eerst als technisch ingenieur aan het Hoger Technisch Instituut Sint Antonius in Gent. Daarna werkte hij kort bij Siemens, vooraleer in 1972 de studies van burgerlijk ingenieur (richting elektro-werktuigkundig ingenieur) te starten aan de Katholieke Universiteit Leuven. Hij behaalde daar ook zijn doctoraat in de toegepaste wetenschappen.
Voor hij tot rector benoemd werd, was André Oosterlinck vanaf 1984 gewoon hoogleraar aan de faculteit Ingenieurswetenschappen op het departement Elektrotechniek (ESAT), waarvan hij van 1984 tot 1994 diensthoofd was. Hij verrichtte onderzoek in het domein van de computervisie. In die branche richtte hij in 1982 mee het bedrijf ICOS op, dat resultaten uit zijn doctoraatsonderzoek ging valoriseren. In 1991 was hij medeoprichter van een andere spin-off, Easics.
Van 1990 tot 1995 was hij vicerector Exacte Wetenschappen van de KU Leuven en van 1994 tot 1995 was hij voorzitter van de Vlaamse Raad voor Wetenschapsbeleid.

### Rector van de KU Leuven
Oosterlinck stond aan het hoofd van de KU Leuven gedurende de maximumtermijn van 10 jaar. In 1995 won hij de rectorverkiezing van Désiré Collen, Emiel Lamberts en Mark Debrock. Hij werd in 2000 herkozen. Er waren toen geen tegenkandidaten. Oosterlinck werd op 1 augustus 2005 opgevolgd door Marc Vervenne.
Hij besteedde gedurende zijn hele rectoraat veel aandacht aan het stimuleren van spin-offs en in het uitbouwen van netwerken met andere onderzoeksinstellingen, zoals IMEC, de hoogtechnologische bedrijven verenigd in Leuven.Inc, de "driehoek" Leuven-Eindhoven-RWTH Aken, de zusteruniversiteit Université catholique de Louvain en de Universiteit van Cambridge.

### Super-rector
Voor en tijdens zijn rectoraat was Oosterlinck voorzitter van de Vlaamse Interuniversitaire Raad (VLIR) en van de Associatie KU Leuven, een netwerk van instellingen voor hoger onderwijs met tot doel een sterke positie te verkrijgen in de Vlaamse en de Europese hoger onderwijsruimte. Deze associaties kwamen tot stand, ook tussen andere universiteiten en hogescholen, in het kader van de hervorming van het hoger universitair en niet-universitair onderwijs in België, als gevolg van de goedkeuring van de Bolognaverklaring. Oosterlinck slaagde erin het grootste aantal hogescholen met de KU Leuven te verbinden, doorheen heel Vlaanderen.
Hij werd in januari 2022 als voorzitter van de Associatie KU Leuven door Koenraad Debackere opgevolgd.

### Overige functies
Oosterlinck was bestuurder bij verschillende ondernemingen, waaronder beeldverwerkingsgroep Agfa-Gevaert.

## Eerbetoon
- In 1990 werd hij opgenomen als lid in de Academia Europaea.
- Zoals in de voorbije decennia vaker is gebeurd met rectoren van de Belgische universiteiten werd Oosterlinck in 2004 in de erfelijke adelstand opgenomen met de persoonlijke titel van Baron benoemd door Koning Albert II. Zijn wapenspreuk luidt Kennis ten Dienste van de Samenleving. Eerst was de titel van baron persoonlijk, maar die werd in 2016 erfelijk gemaakt. [3]
- In 2005 werd hij tot ereburger van Leuven aangesteld.
- Hij werd in 2009 lid van de Koninklijke Vlaamse Academie van België voor Wetenschappen en Kunsten, Klasse Technische Wetenschappen.
- Hij is lid van het erecomité van het Olivaint Genootschap van België.

- CiNii: DA07550597
- DBLP: 10/6527
- International Standard Name Identifier: 0000 0000 8313 4944
- Library of Congress Control Number: n83177179
- Mathematics Genealogy Project: 176272
- Bibliotheek van het Japanse parlement: 00929428
- Nationale Bibliotheek van Israël: 987007359207805171
- Nederlandse Thesaurus van Auteursnamen: 130018376
- Système universitaire de documentation: 072284994
- Virtual International Authority File: 6744149198304974940002